# Oppolzer (cráter)

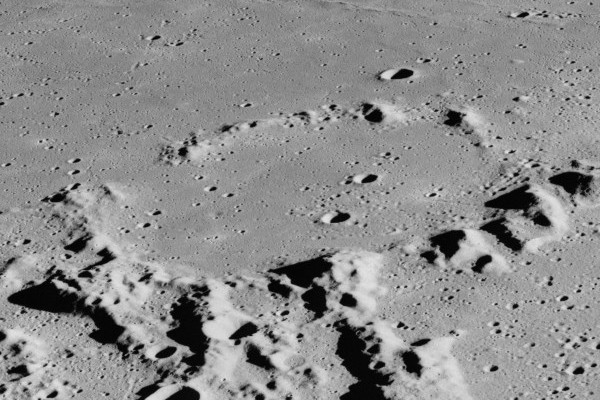
Fotografía de la misión Apolo 16

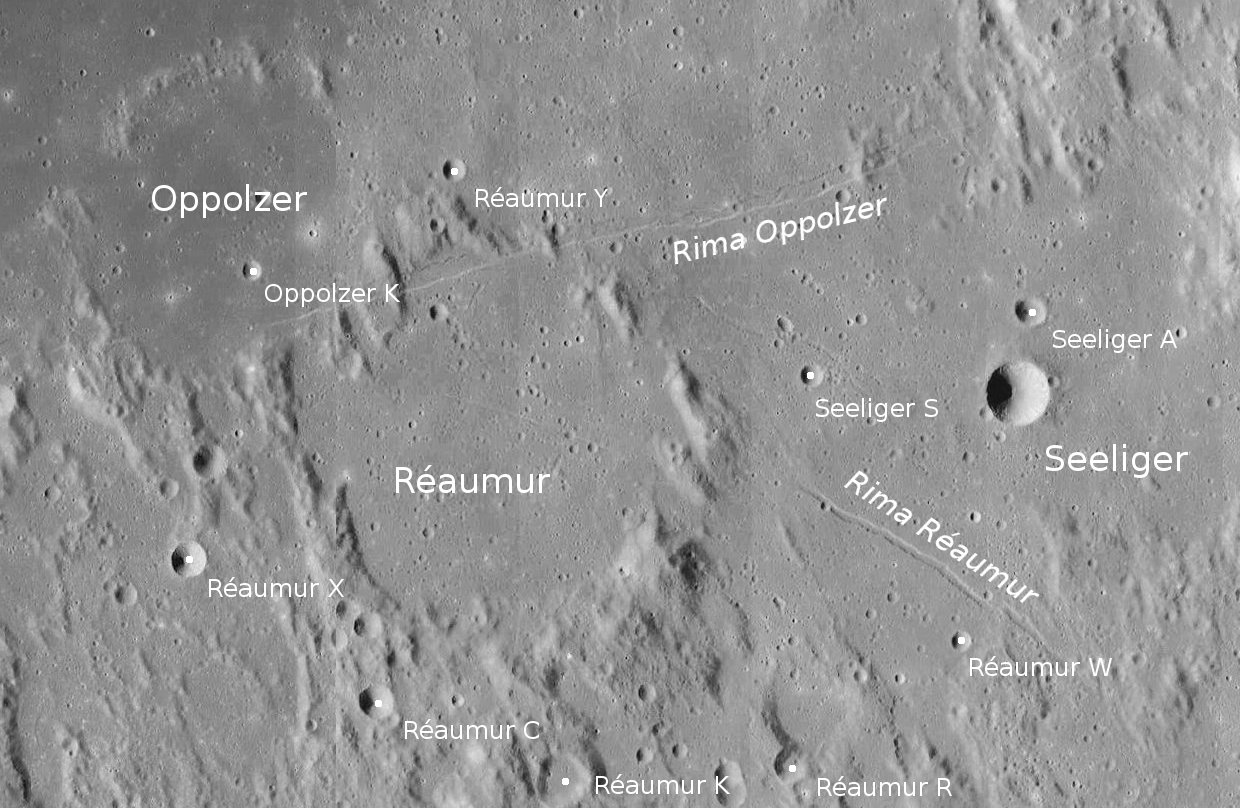
Entorno de Oppolzer. Fotografía de la misión Lunar Reconnaissance Orbiter

Oppolzer es el remanente de un cráter de impacto que se encuentra en el extremo sur de Sinus Medii, prácticamente sobre el meridiano cero de la Luna. Se localiza a un diámetro del cráter del origen del sistema de coordenadas selenográficas (0°N, 0°O). Adjunto a los restos supervivientes del borde sureste está el cráter Réaumur. Al oeste-suroeste aparece la llanura amurallada e inundada de lava del cráter Flammarion.
|  |

Esta formación consiste en poco más que un arco irregular de pequeñas elevaciones en el sur, y un anillo de crestas dispersas en el borde norte. Presenta una brecha particularmente amplia en el sector noreste del borde, donde no se han preservado crestas que marquen el perímetro del cráter. El suelo interior ha sido regenerado por la lava basáltica.
Un rima de 110 km de largo designada Rima Oppolzer atraviesa la parte sur del suelo del cráter, y continúa al este y al oeste del cráter.
Lleva el nombre del astrónomo austríaco Theodor von Oppolzer.

## Cráteres satélite
Por convención estos elementos son identificados en los mapas lunares poniendo la letra en el lado del punto medio del cráter que está más cercano a Oppolzer.
|          | \| Oppolzer \| Coordenadas \| Diámetro \| \| -------- \| -------------------------- \| -------- \| \| A \| 0°30′S 0°18′O / -0.5, -0.3 \| 3 km \| \| K \| 1°42′S 0°18′O / -1.7, -0.3 \| 3 km \| |          |
| Oppolzer | Coordenadas | Diámetro |
| A        | 0°30′S 0°18′O / -0.5, -0.3 | 3 km     |
| K        | 1°42′S 0°18′O / -1.7, -0.3 | 3 km     |